# Мадисон (Коннектикут)
Ма́дисон (англ. Madison) — американский населенный пункт в округе Нью-Хейвен, Коннектикут. Ведет свою историю с поселений основанных около 1641 года, до 1826 года носил название East Guilford. По данным переписи 2010 года население составляло 18 269 человек. Код FIPS 09-44560, GNIS ID 0213454, ZIP-код 06443.

## Население
По данным переписи 2000 года население составляло 17 858 человек, в городе проживало 5 120 семей, находилось 6 515 домашних хозяйств и 7 386 строений с плотностью застройки 78,8 строения на км². Плотность населения 493,3 человека на км². Расовый состав населения: белые - 96,62%, афроамериканцы - 0,40%, коренные американцы (индейцы) - 0,06%, азиаты - 1,71%, гавайцы - 0,25%, представители других рас - 0,25%, представители двух или более рас - 0,94%. Испаноязычные составляли 1,34% населения.
В 2000 году средний доход на домашнее хозяйство составлял $87 497 USD, средний доход на семью $101 297 USD. Мужчины имели средний доход $73 525 USD, женщины $41 058 USD. Средний доход на душу населения составлял $40 537 USD. Около 0,9% семей и 1,3% населения находятся за чертой бедности, включая 0,5% молодежи (до 18 лет) и 2,4% престарелых (старше 65 лет).

## Известные личности
- Кларисса Баджер
- Джеймс «Джим» Калху́н
- Томас Читтенден